# Karen (folkslag)

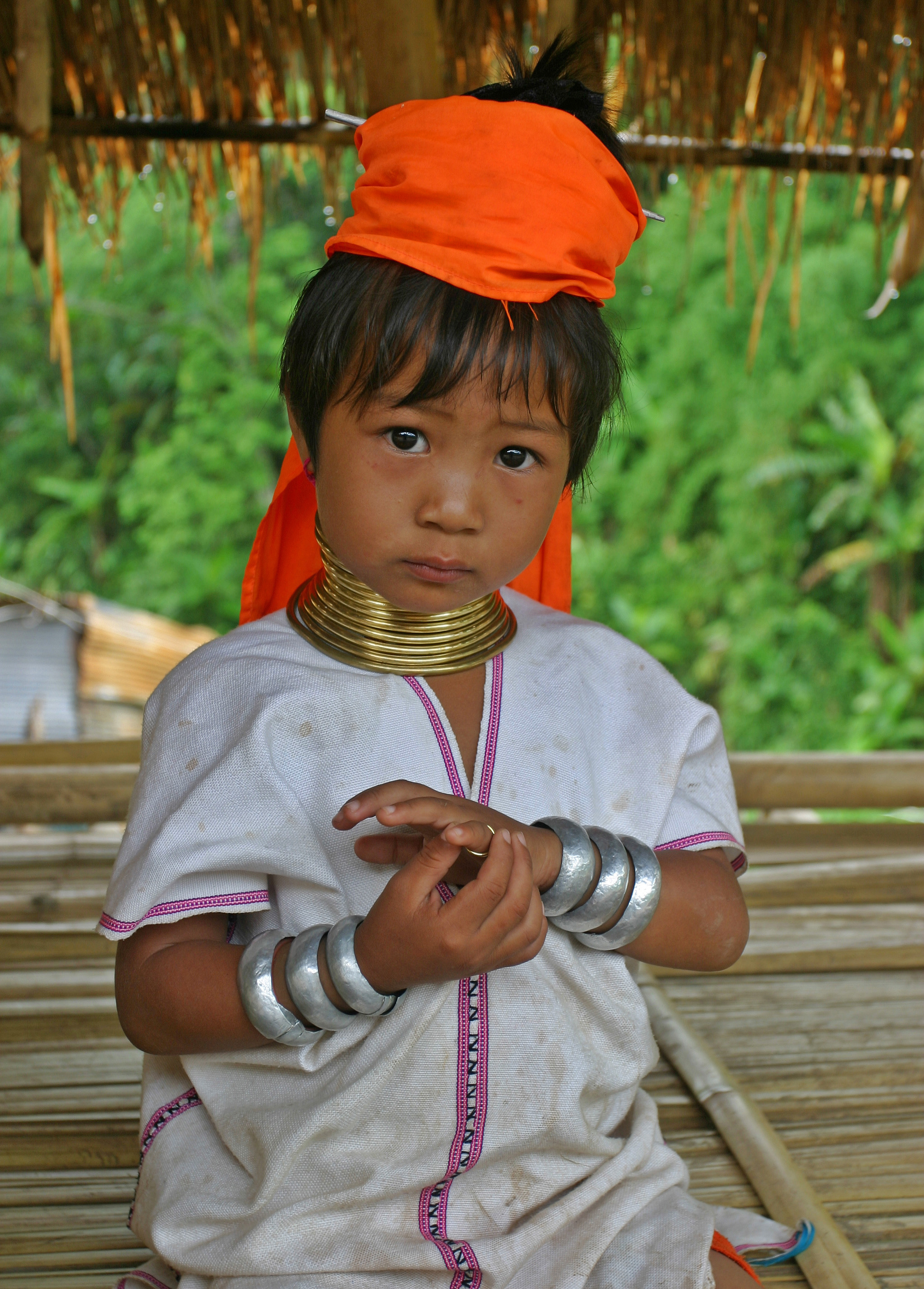
Flicka av folkgruppen kayan, som är en undergrupp till folkslaget karen

Karen är ett folkslag som lever i Myanmar (tidigare känt som Burma) och Thailand. Huvuddelen har sin hemvist i Myanmar där deras antal uppgår till 9 miljoner människor, och cirka 400 000 lever i Thailand. En del av karenerna lever i europeiska länder, USA, Australien och andra länder. 
Karenerna har länge hävdat sin självständighet och tog 1878 till vapen mot Burmas regering. Deras nationella integritet har därefter respekterats i viss utsträckning och sedan 31 januari 1949 samarbetar karenernas milis, Karen National Liberation Army (KNLA) med andra minoriteter och gerillor i området mot den burmesiska armén.